# فرانک هیسکاک
فرانک هیسکاک (به انگلیسی: Frank Hiscock) سناتور سابق عضو حزب جمهوری‌خواه ایالات متحده آمریکا بود. وی در سال ۱۸۸۷ تا ۱۸۹۳ میلادی سناتور ایالت نیویورک در سنای ایالات متحده آمریکا بود.